# Richmond (Rhode Island)
Richmond – miasto w Stanach Zjednoczonych, w stanie Rhode Island, w hrabstwie Washington.